# Journée mondiale de l'alimentation
 (février 2013).
Si vous disposez d'ouvrages ou d'articles de référence ou si vous connaissez des sites web de qualité traitant du thème abordé ici, merci de compléter l'article en donnant les références utiles à sa vérifiabilité et en les liant à la section « Notes et références ».
La Journée mondiale de l'alimentation est une journée mondiale célébrée chaque année dans le monde entier le 16 octobre sous l'égide de l'Organisation pour l'alimentation et l'agriculture (FAO) de l'organisation des Nations unies. Cette date a été retenue car c'est celle de la fondation de la FAO en 1945. 
En 2012, le thème de la Journée mondiale de l'alimentation était « Les coopératives agricoles nourrissent le monde».

## Origines

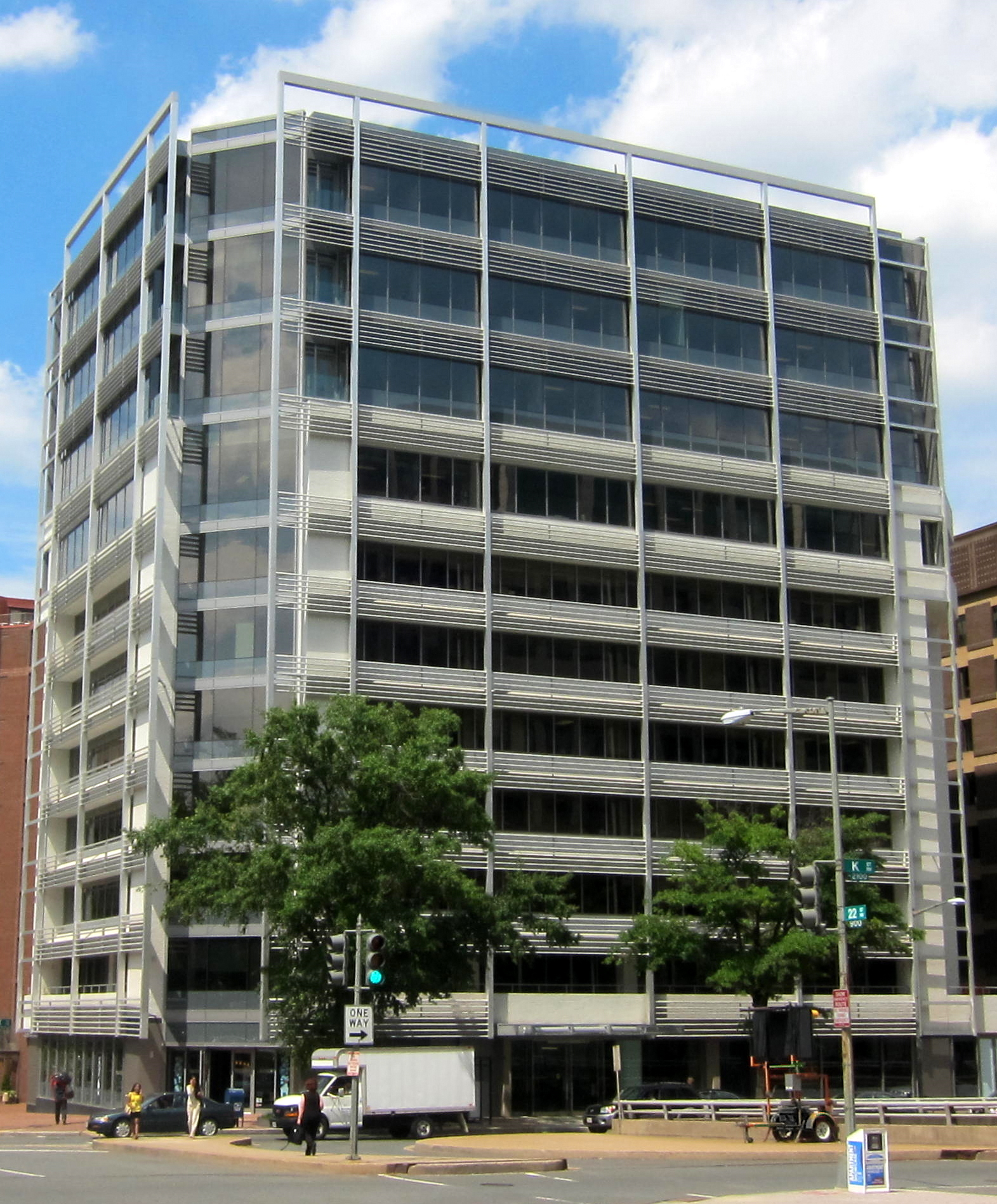
Bureaux du Comité national américain de la Journée mondiale de l'alimentation, à Washington (DC).

La Journée mondiale de l'alimentation (JMA) a été créée par les pays membres de la FAO lors de la vingtième conférence générale de l'Organisation en novembre 1979. La délégation hongroise, conduite par l'ancien ministre hongrois de l'Agriculture et de l'Alimentation, Pál Romány, a joué un rôle actif au cours de cette conférence et a émis l'idée d'organiser une journée de l'alimentation dans le monde entier.
Cette journée a depuis été célébrée chaque année dans plus de 150 pays, dans le but de sensibiliser le public et les dirigeants sur les questions de la pauvreté et la faim.

## Thèmes
Depuis 1981, la Journée mondiale de l'alimentation a adopté chaque année un thème différent afin de mettre l'accent sur les différents domaines d'action prioritaires et de donner une orientation commune.
Le thème pour 2006 était « Investir dans l'agriculture pour la sécurité alimentaire »". Il a été choisi parce que seuls les investissements dans l'agriculture - en plus du soutien de l'éducation et la santé - permettront d'inverser la situation en cours. La majeure partie de ces investissements devront provenir du secteur privé, tandis que l'investissement public a un rôle crucial à jouer, notamment en raison de ses effets de facilitation et de stimulation de l'investissement privé.
En dépit de l'importance de l'agriculture comme force motrice dans l'économie de nombreux pays en développement, ce secteur vital est souvent privé d'investissements. En particulier, l'aide étrangère à l'agriculture a montré un déclin marqué au cours des vingt dernières années. cet événement se conjuguait en 2006 avec le Sommet mondial sur la sécurité alimentaire, qui était organisé en novembre.

### Liste des thèmes annuels
| Année | Thème                                                                                                   |
| ----- | --- |
| 2024  | Le droit aux aliments au service d'une vie et d'un avenir meilleurs                                     |
| 2023  | L'eau, c'est la vie, l'eau nous nourrrit. Ne laisser personne de côté.                                  |
| 2022  | Ne laisser personne de côté.                                                                            |
| 2021  | L'avenir de l'alimentation est entre nos mains                                                          |
| 2020  | Cultiver, nourrir, prévenir. Ensemble.                                                                  |
| 2019  | Une alimentation saine - Pour un monde #zérofaim                                                        |
| 2018  | Agir pour l'avenir                                                                                      |
| 2017  | Changeons l’avenir des migrations. Investissons dans la sécurité alimentaire et le développement rural. |
| 2016  | Le climat change, l'alimentation et l'agriculture aussi                                                 |
| 2015  | Protection sociale et agriculture - briser le cercle vicieux de la pauvreté rurale                      |
| 2014  | Agriculture familiale: «Nourrir le monde, préserver la planète»                                         |
| 2013  | Des systèmes alimentaires durables au service de la sécurité alimentaire et de la nutrition             |
| 2012  | Les coopératives agricoles nourrissent le monde                                                         |
| 2011  | Prix des denrées alimentaires - de la crise à la stabilité                                              |
| 2010  | Unis contre la faim                                                                                     |
| 2009  | Atteindre la sécurité alimentaire en temps de crise                                                     |
| 2008  | Sécurité alimentaire mondiale : les défis du changement climatique et des bioénergies                   |
| 2007  | Le droit à l'alimentation                                                                               |
| 2006  | Investir dans l'agriculture pour la sécurité alimentaire                                                |
| 2005  | Agriculture et dialogue interculturel                                                                   |
| 2004  | biodiversité pour la sécurité alimentaire                                                               |
| 2003  | Travailler ensemble pour une Alliance internationale contre la faim                                     |
| 2002  | L'eau: source de sécurité alimentaire                                                                   |
| 2001  | Lutter contre la faim pour réduire la pauvreté                                                          |
| 2000  | Un millénaire libéré de la faim                                                                         |
| 1999  | La jeunesse contre la faim                                                                              |
| 1998  | Les femmes nourrissent le monde                                                                         |
| 1997  | Investir dans la sécurité alimentaire                                                                   |
| 1996  | Lutter contre la faim et la malnutrition                                                                |
| 1995  | La nourriture pour tous                                                                                 |
| 1994  | L'eau pour la vie                                                                                       |
| 1993  | Récolter la diversité de la nature                                                                      |
| 1992  | Alimentation et nutrition                                                                               |
| 1991  | Les arbres pour la vie                                                                                  |
| 1990  | L'alimentation pour l'avenir                                                                            |
| 1989  | L'alimentation et l'environnement                                                                       |
| 1988  | La jeunesse rurale                                                                                      |
| 1987  | Les petits agriculteurs                                                                                 |
| 1986  | Les pêcheurs et les communautés de pêcheurs                                                             |
| 1985  | La pauvreté rurale                                                                                      |
| 1984  | Les femmes dans l'agriculture                                                                           |
| 1983  | La sécurité alimentaire                                                                                 |
| 1982  | La nourriture avant tout                                                                                |
| 1981  | La nourriture avant tout                                                                                |

## Événements
Des événements sont organisés dans plus de 150 pays pour marquer la Journée mondiale de l'alimentation. 